# 沃托加縣 (北卡羅萊納州)
沃托加县（英語：Watauga County）是美國北卡羅萊納州西北部的一個縣，西北鄰田納西州。面積810平方公里。根据美國2000年人口普查，共有人口42,695人。縣治布恩（Boone）。
成立於1849年1月27日。縣名來自沃托加河。